# Герб Мстёры
Герб муниципального образования посёлок Мстёра Вязниковского района Владимирской области Российской Федерации — опознавательно-правовой знак, служащий официальным символом муниципального образования.
Герб утверждён Решением Совета Депутатов муниципального образования посёлок Мстёра № 92 от 4 октября 2012 года.
16 октября 2012 года герб внесён в Государственный геральдический регистр Российской Федерации под регистрационным номером 7929..

## Описание герба
«В серебряном поле с пурпурной каймой, обременённой замкнутыми в гирлянду золотыми дубовыми листьями, чередующимися с соединёнными попарно желудями на черенках — на зелёной оконечности чёрный, с золотыми глазами, языком и когтями, идущий медведь, на шее которого — золотой, украшенный самоцветами, медальон на цепи, а на спине — червлёный, расшитый золотом, плат, на котором поставлен чёрный, украшенный золотом, ларец».
Герб муниципального образования посёлок Мстёра, может воспроизводиться в двух равно допустимых версиях:
 — без вольной части;
 — с вольной частью — четырёхугольником, примыкающим изнутри к верхнему правому углу герба муниципального образования посёлок Мстёра с воспроизведёнными в нем фигурами из герба Владимирской области.
Версия герба с вольной частью применяется после внесения герба Владимирской области в Государственный геральдический регистр Российской Федерации и соответствующего законодательного закрепления порядка включения в гербы муниципальных образований Владимирской области вольной части с изображением фигур из герба Владимирской области.
Герб муниципального образования посёлок Мстёра, в соответствии с Методическими рекомендациями по разработке и использованию официальных символов муниципальных образований (Раздел 2, Глава VIII, п.п. 45-46), утверждёнными Геральдическим советом при Президенте Российской Федерации 28.06.2006 года, может воспроизводиться со статусной короной установленного образца.

## Описание символики

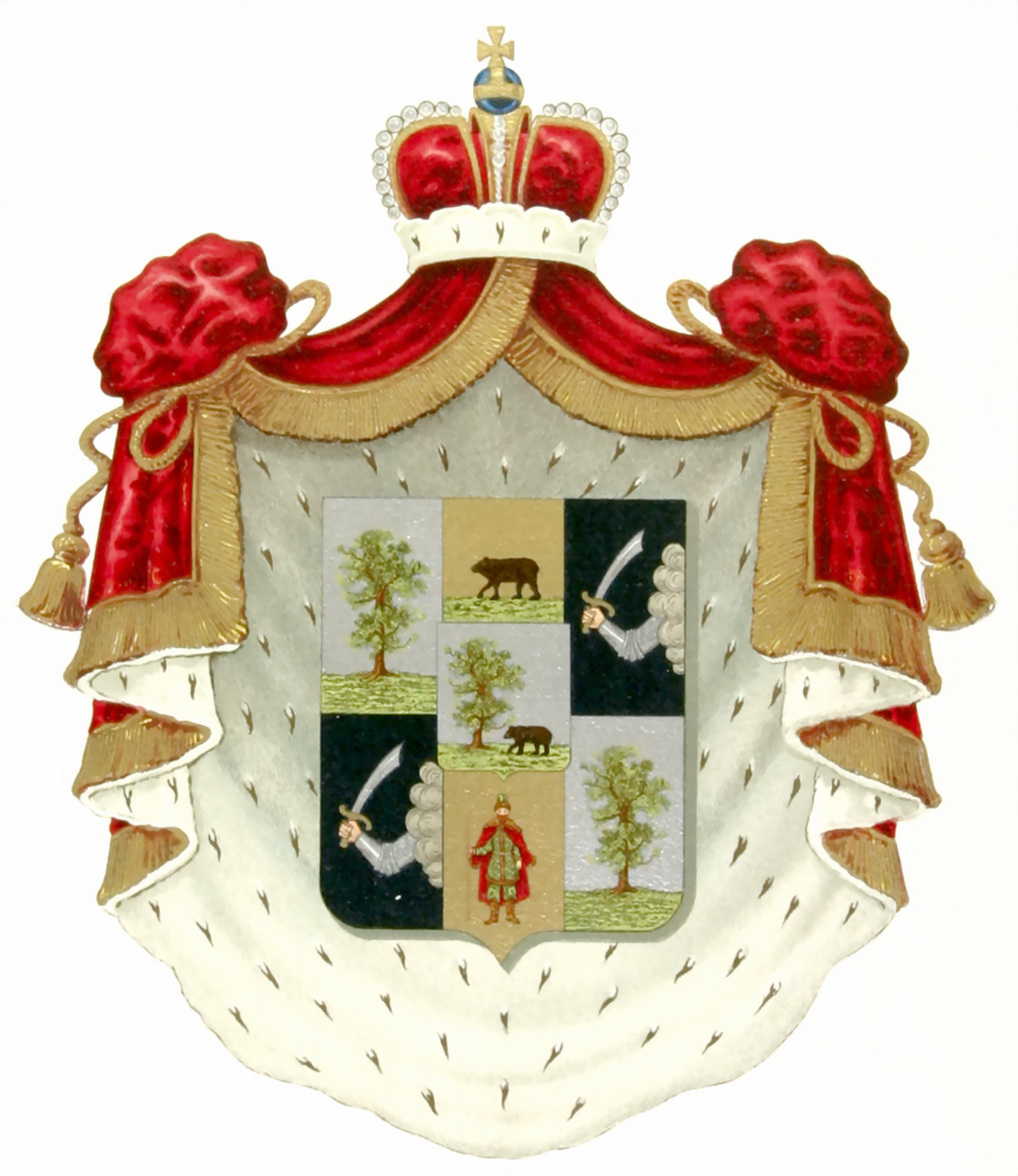
Герб рода Ромодановских

Герб муниципального образования посёлок Мстёра создан на основе герба князей Ромодановских (идущий медведь). Род Ромодановских владел удельным княжеством Ромодановским княжеством (выделившимся из состава Стародубского княжества около середины XV века), а после многими сёлами и деревнями округи, в том числе старинным (первое упоминание относится к 1628 году) селом Богоявленская Слобода (ныне — посёлок Мстёра).
Пурпурная кайма, украшенная золотой дубовой гирляндой, рушник, ларец и золотой медальон на цепи — символизируют художественные промыслы, распространённые в этих местах с давних времён. Мастера Мстёры освоили многие промыслы: лаковую миниатюру (ларец), художественную вышивку (рушник), иконопись, ювелирное искусство (золотая медаль на цепи), резьбу по дереву (узор на кайме) — радуя глаз ценителей искусства необычным миром красок и образов.
Дубовые листья и жёлуди (дуб) — символ стойкости, долголетия, несгибаемости.
Серебро — символ чистоты, открытости, божественной мудрости, примирения.
Зелёный цвет символизирует весну, здоровье, природу, молодость и надежду.
Пурпур — символ власти, славы, почёта, благородства происхождения, древности.
Золото — символ высшей ценности, величия, богатства, урожая.
Чёрный цвет символизирует благоразумие, мудрость, скромность, честность.
Герб разработан при содействии Союза геральдистов России.
Авторская группа: Идея герба: Константин Моченов (Химки), Владислав Некосов (п. Мстёра), Михаил Медведев (С-Петербург); художник и компьютерный дизайн: Ольга Салова (Москва); обоснование герба: Вячеслав Мишин (Химки).